# ニワカナヘビ
ニワカナヘビ（Lacerta agilis）は、爬虫綱有鱗目カナヘビ科Lacerta属に分類されるトカゲ。

## 形態
全長20 - 32センチメートル。

## 生態
繁殖様式は卵生。6 - 7月に6 - 13個の卵を産む。

## 人間との関係
都市開発や農地開発・観光開発による生息地の破壊、交通事故、ネコによる捕食などにより生息数は減少している。分布が非常に広域なため種としては絶滅のおそれは低いと考えられているが、個体群によっては絶滅のおそれがある地域もある。西ヨーロッパでは多くの国で法的に保護の対象とされている。

## 概要
ヨーロッパ大部分から東方はモンゴルまで分布するカナヘビ科のトカゲである。イベリア半島やトルコには分布しない。分布はしばしばパッチ状である。
腹は明るい色で、背は縞模様になっている。オスの方がより暗い色で、婚期になると一部または全体が明るい緑色に変わる。体長は、25cmになる。
いくつかの亜種があり、最も西のL. a. agilisと、もう1つの西の亜種 L. a. argusは、背中の縞模様が薄く途切れているか全くない。この特徴は特に後者に当てはまり、背中に縞はなく、全面が赤色や茶色のものもいる。またこの2つの亜種では、婚期にオスの横腹の色だけが緑色に変わる。一方、L. a. exigua等の東の亜種は、繁殖期以外でも体全体が緑色になることがある。
イギリスでは、生息域はヒース南部とイングランド北西部及び西ウェールズの砂丘海岸に限られる。
メスは、日の当たる場所の緩んだ砂の中に卵を産み、地面の温かさによって孵化させる。

## ギャラリー

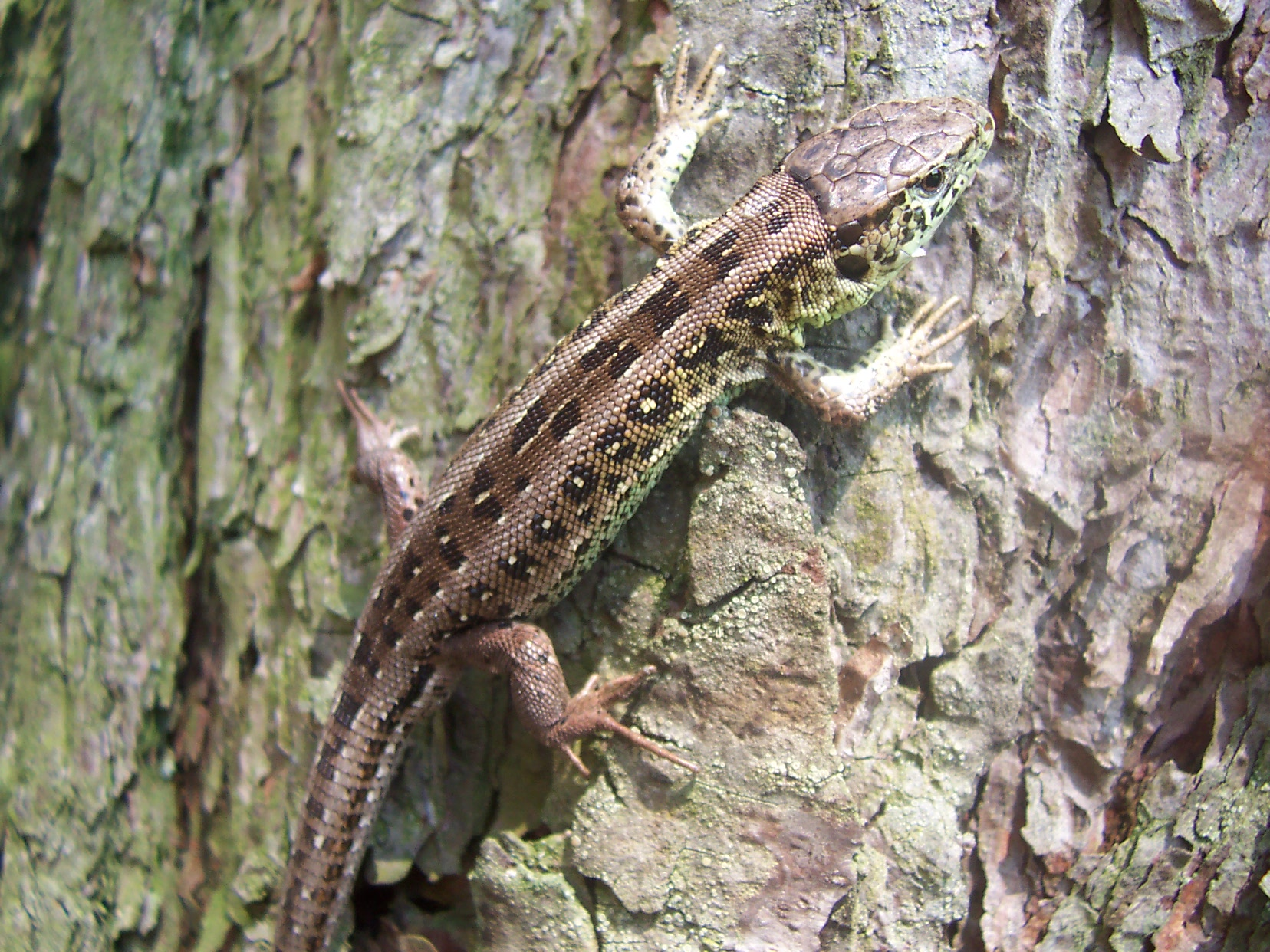
Lacerta agilis
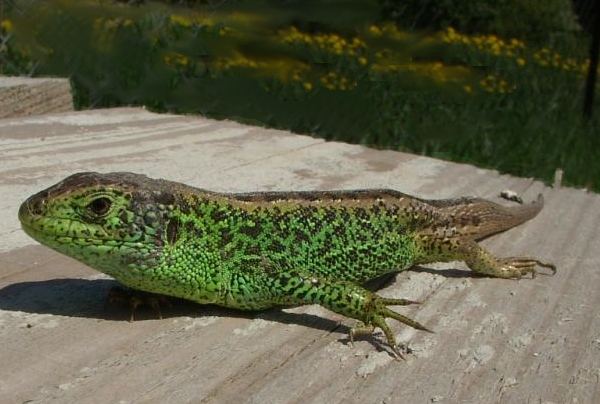
繁殖期の色
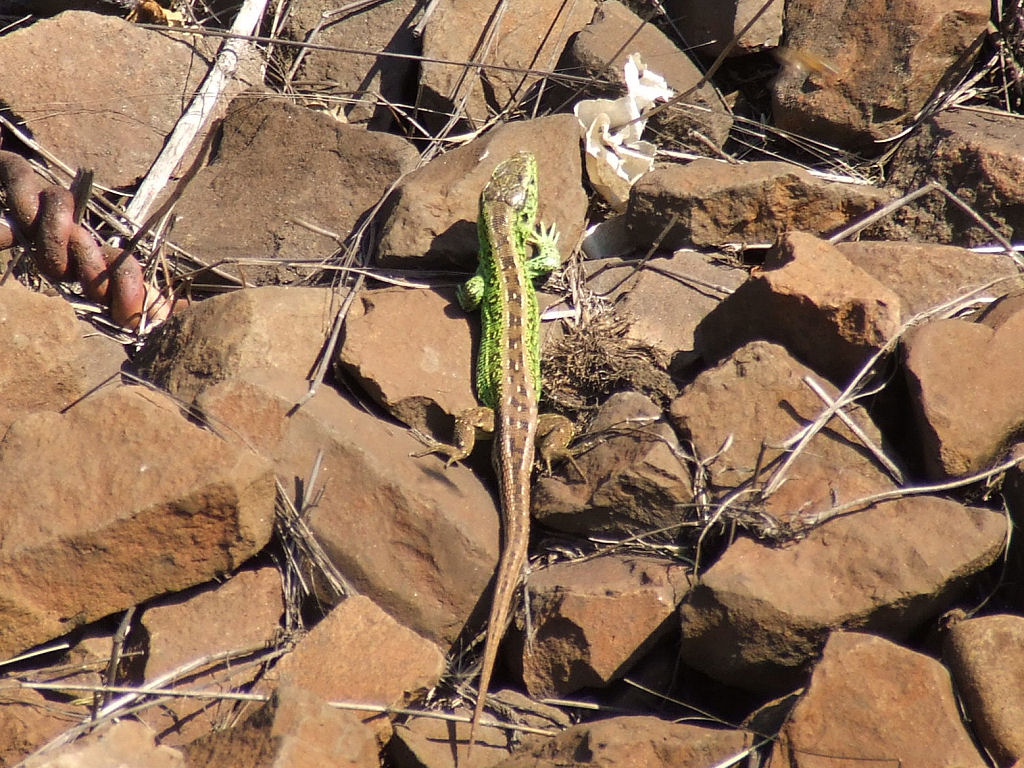